# Ignacio Zuloaga
Ignacio Zuloaga Zabaleta (Éibar, 26 de julio de 1870-Madrid, 31 de octubre de 1945) fue un pintor español, de los más destacados del siglo XX. Obtuvo grandes premios y distinciones tanto a nivel nacional como internacional. La crítica de París lo denominó «el último gran maestro de la Escuela Española de pintura».
El tercero de cinco hermanos, fue el único que se dedicó a las artes, como su padre, Plácido Zuloaga, el gran damasquinador del siglo XIX, su abuelo, Eusebio Zuloaga, último arcabucero de la Casa Real de España, y sus tíos, entre los que destaca el ceramista Daniel Zuloaga.
Se formó en Kontadurekua, la casa torre y escuela-taller familiar, ubicada en la localidad guipuzcoana de Éibar. Ahí ejercitó el arte del dibujo, disciplina muy valorada y apreciada por su progenitor. Sin embargo, sus deseos por ser pintor no fueron aprobados por su progenitor, quien esperaba que estudiara arquitectura.
Su formación escolar fue primero en Vergara con los dominicos, y posteriormente en un internado parisino regentado por jesuitas.
Vivió a caballo entre España y Francia, teniendo taller activo en París, Segovia, Madrid y Zumaya.

## Biografía

### Primeros años
Nació en Éibar en 1870, dentro del seno de una familia vinculada con el mundo del arte. Su abuelo, Eusebio Zuloaga González, fue el último arcabucero de Su Majestad y el primer armero español en lograr fama y prestigio internacional. De hecho, obtuvo un premio en la Primera Exposición Internacional, celebrada en Londres en 1851.

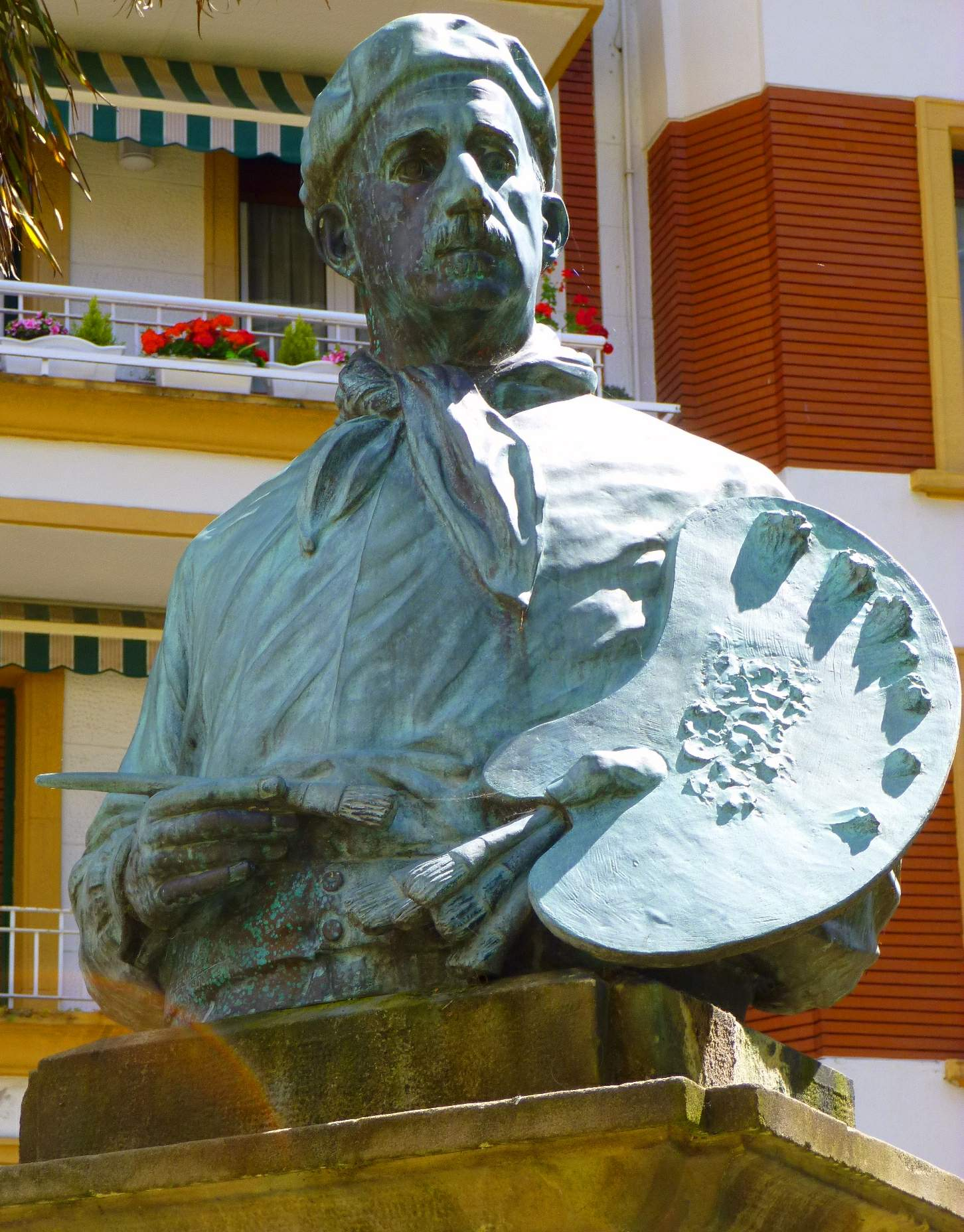
Monumento a Ignacio Zuloaga en Éibar, su localidad natal.

En 1887 visitó el Museo Nacional de Pintura y Escultura. Allí descubrió a los grandes maestros de la pintura española (el Greco, Velázquez, Ribera, Zurbarán y Goya), cuya obra le impactó de manera significativa. De hecho, fue el primero en la revalorización de la obra del artista cretense, y lo mismo hizo con el pintor de Fuendetodos.
Ese mismo año participó en la Exposición de Bellas Artes de Madrid, con el cuadro Un sacerdote rezando en una habitación, lienzo que, sin embargo, pasó inadvertido.
En septiembre de 1888, envió tres obras al certamen convocado con motivo de las Fiestas Euskaras celebradas en Guernica. En esa ocasión, la crítica fue muy favorable y logró vender uno de ellos a un coleccionista británico.
En 1889, viajó a Roma, donde residió seis meses. Allí pudo admirar a los artistas del Renacimiento, y su vocación por ser pintor era ya un hecho. Durante esta estancia pintó Forjador herido, que en 1890 presentaría en la Exposición Nacional de Bellas Artes de Madrid.
De Italia marchó a París, instalándose en el barrio de Montmartre. En la capital gala, asistió primero a la Academia Libre dirigida por Henri Gervex y posteriormente a la Academia La Palette, donde fue alumno de Eugène Carrière. A esta formación reglada se suman sus constantes visitas al Museo del Louvre para admirar y copiar la obra de los grandes maestros, entre los que se encontraba de nuevo el Greco.
Su círculo social parisino lo formaban Toulouse-Lautrec, Degas, Gauguin, Van Gogh, Blanche, Emile Bernard, Paul Maurice y Máxime Dethomas, con cuya hermana se casó. Así como artistas españoles: Santiago Rusiñol, Paco Durrio, Pablo Uranga y Ramón Casas.
El mismo año de 1890 presentó en el Salón de los Artistas Franceses su obra La forja, cuya crítica fue muy favorable. En 1891, participó con dos cuadros en la exposición inaugural de la famosa y tan importante galería de arte parisina para artistas jóvenes, propiedad del marchante Le Barc de Bouteville, ubicada en la rue Le Peletier.
Hacia 1893 viajó a Bilbao para fundar junto a otros jóvenes representantes de la sociedad vasca la Sociedad Festiva Kurding Club o El Escritorio. Además, participó junto a Manuel Losada y Adolfo Guirard en la decoración de sus paredes, realizando el panel Amanecer, hoy en la Sociedad Filarmónica de Bilbao.
De regreso a París, se instala con sus amigos artistas catalanes (Rusiñol, Jordá y Ramón Casas) en la Île Saint-Louis. La fortuna y su admiración por la obra del Greco le deparó hallar dos cuadros de dicho pintor en París. Al no poder adquirirlos, convenció a su gran amigo Rusiñol para que lo hiciera.

### En Andalucía y con el pueblo gitano

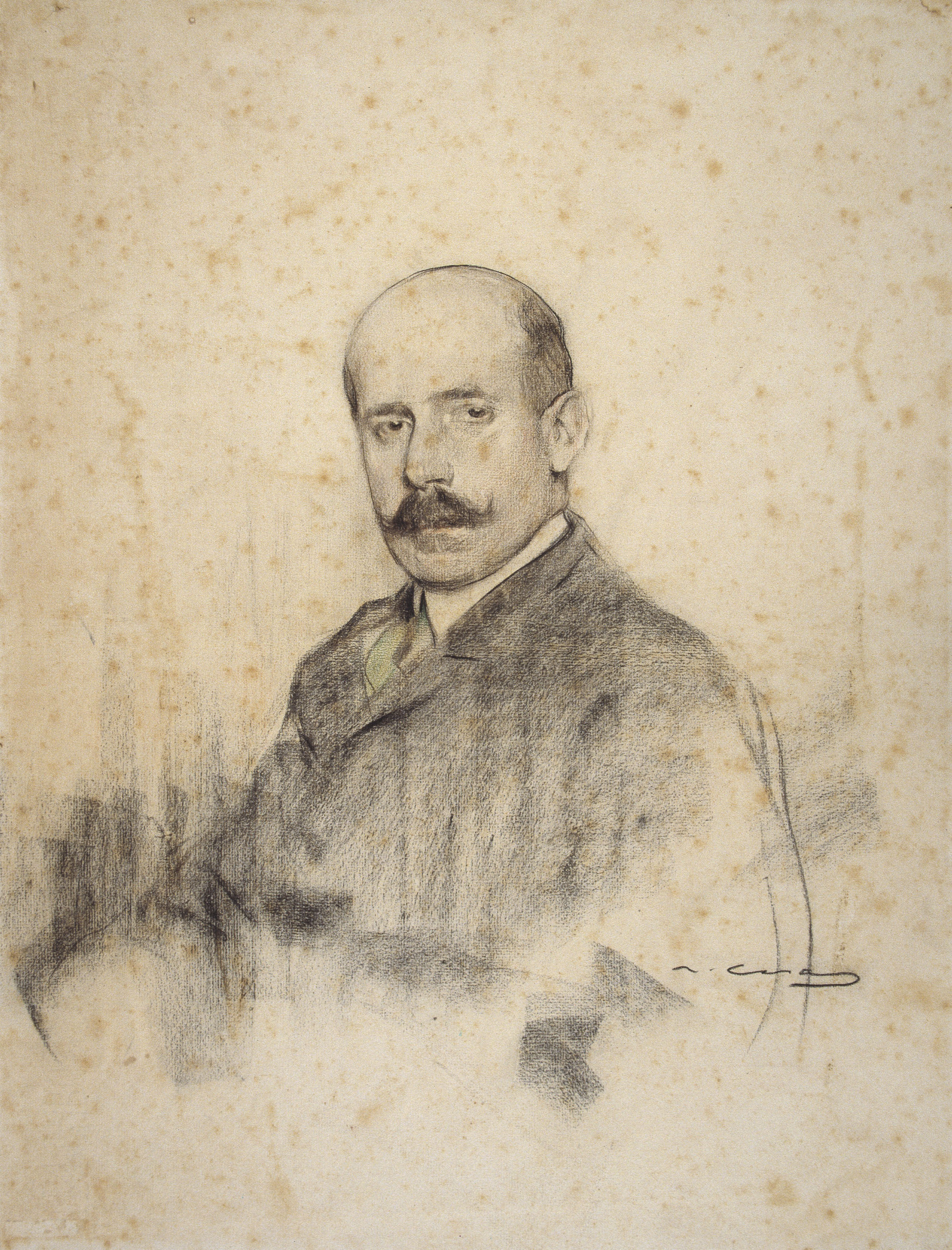
Zuloaga retratado por Ramón Casas

El año de 1892 es crucial en la vida y en la obra de Zuloaga. Su admiración por el pueblo gitano, sus costumbres, su lengua, su forma de vida..., lo llevan a visitar Andalucía.   
Durante su primera estancia, se instala en la localidad de Alcalá de Guadaira. Posteriormente lo hará en la capital hispalense, donde alquiló una pequeña estancia en un corral de vecinos, situado en un popular barrio habitado principalmente por población calé. En esa atmósfera, Zuloaga fue feliz. Se empapó de todas sus tradiciones, aprendió caló y durante un periodo de tiempo intentó ser torero, asistiendo como alumno a una escuela de tauromaquia, años más tarde su nombre aparece en el cartel de una corrida en la plaza de toros de Manuel Carmona. Su obra, durante este tiempo, se centró en bailarinas, gitanos, toreros y todo tipo de escenas llena de vida y alegría.
Sin embargo, su pésima situación financiera hará que su padre lo recomiende a su principal mecenas, el magnate inglés Alfred Morrison. Así, Zuloaga se traslada a Londres y comienza a trabajar haciendo retratos de la sociedad británica. Allí, conoce la obra de James Whistler, cuyo estilo le influye. Todavía con cierta escasez económica, acompaña a su amigo Rusiñol en un viaje por varias ciudades italianas. Durante el mes que duró el periplo, sufragado por el catalán, Zuloaga realizó los dibujos que ilustraban los artículos que este escribía para el periódico La Vanguardia.
A pesar de estas idas y venidas de residencia (Andalucía, Londres y París), Zuloaga no descuida su carrera como pintor y continúa presentando sus obras en los más importantes certámenes del momento: Societé Nationale des Beaux-Arts de París; Galería Le Barc de Bouteville; Bilbao; Exposición de Bellas Artes de Barcelona. En la celebrada en la ciudad condal, en 1896, obtuvo la 2.ª medalla por Las dos amigas; y en misma, pero de 1898 logró la primera medalla con Víspera de la corrida.

### Castilla: Segovia y su tío Daniel
Si a comienzos de la década de 1890, Ignacio Zuloaga descubría Andalucía, a finales haría lo propio con Castilla, y en concreto con Segovia. En la ciudad castellana vivía su tío Daniel Zuloaga, reputado artista y propietario de un taller de cerámica.
Su llegada a Segovia coincide con un momento trágico para España: la derrota ante los Estados Unidos. Era 1898, y Zuloaga se instala en una tierra de historia, de tradición serena y arraigada, con paisajes fríos y llenos de nobleza. Alquila la conocida como Casa del Crimen, y ahí abre taller y realiza las obras que le abrirán las puertas de la fama internacional.
Brinton en su ensayo de 1909 describía de la siguiente manera el arte de Zuloaga:

Él personifica en forma extrema el espíritu de la autocracia en el arte, el principio del absolutismo tan típico de su raza y país. En estos cuadros audaces y positivos, no se encontrará ningún indicio de cobardía o el compromiso. Las obras son desafiantes, casi despóticas. No se esfuerzan por buscar simpatía, y no tienen miedo de ser francamente antipáticos ... los tonos son frecuentemente acídicos, y las superficies a veces duras y metálicas. Reaccionario, se puede suponer ...

### Matrimonio y familia
En 1899, y en París, contrajo matrimonio con la francesa Valentine Dethomas, miembro de una distinguida familia burguesa parisina y hermana de su íntimo amigo Máxime, pintor como él. Testigos de la boda fueron el pintor Eugene Carrière, y los músicos Isaac Albéniz y William Chaumet. En 1902 nació su hija Lucía, y cuatro años más tarde su segundo hijo, Antonio.

### Santiago Etxea: su creación y refugio

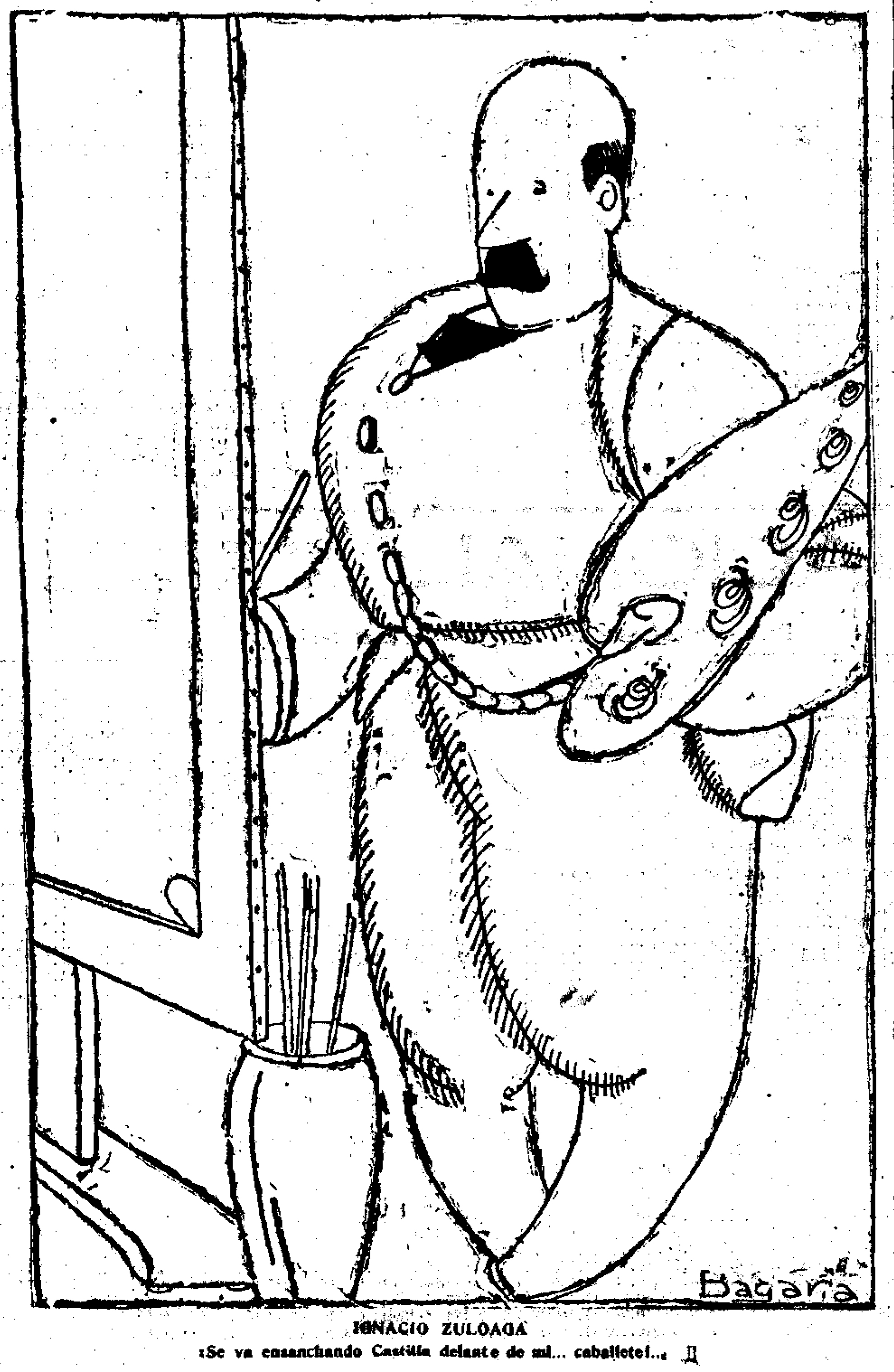
Caricaturizado por Bagaría (El Sol, 1918)

A raíz de la muerte de su padre en 1910 y debido a un enfrentamiento con el Ayuntamiento de Éibar por una cuestión urbanística relacionada con Kontadurekua,  los hermanos Zuloaga deciden vender la casa-torre. Comienza así a buscar unos terrenos donde poder edificar su nuevo hogar familiar, que constaría de vivienda, taller y museo. En octubre de 1910 adquiere la marisma entre el caserío de Santiago y el mar en Zumaya.

En septiembre de 1912 comienza la construcción de su casa, bajo la dirección del arquitecto bilbaíno Pedro Guimón. Se trata de una edificación de estilo neovasco, influido por los caseríos vasco-franceses. En su decoración incluye importantes obras cerámicas realizadas por su tío Daniel Zuloaga, así como rejas andaluzas y otras piezas de origen francés. Es una obra ecléctica. Se inauguró el 14 de julio de 1914.

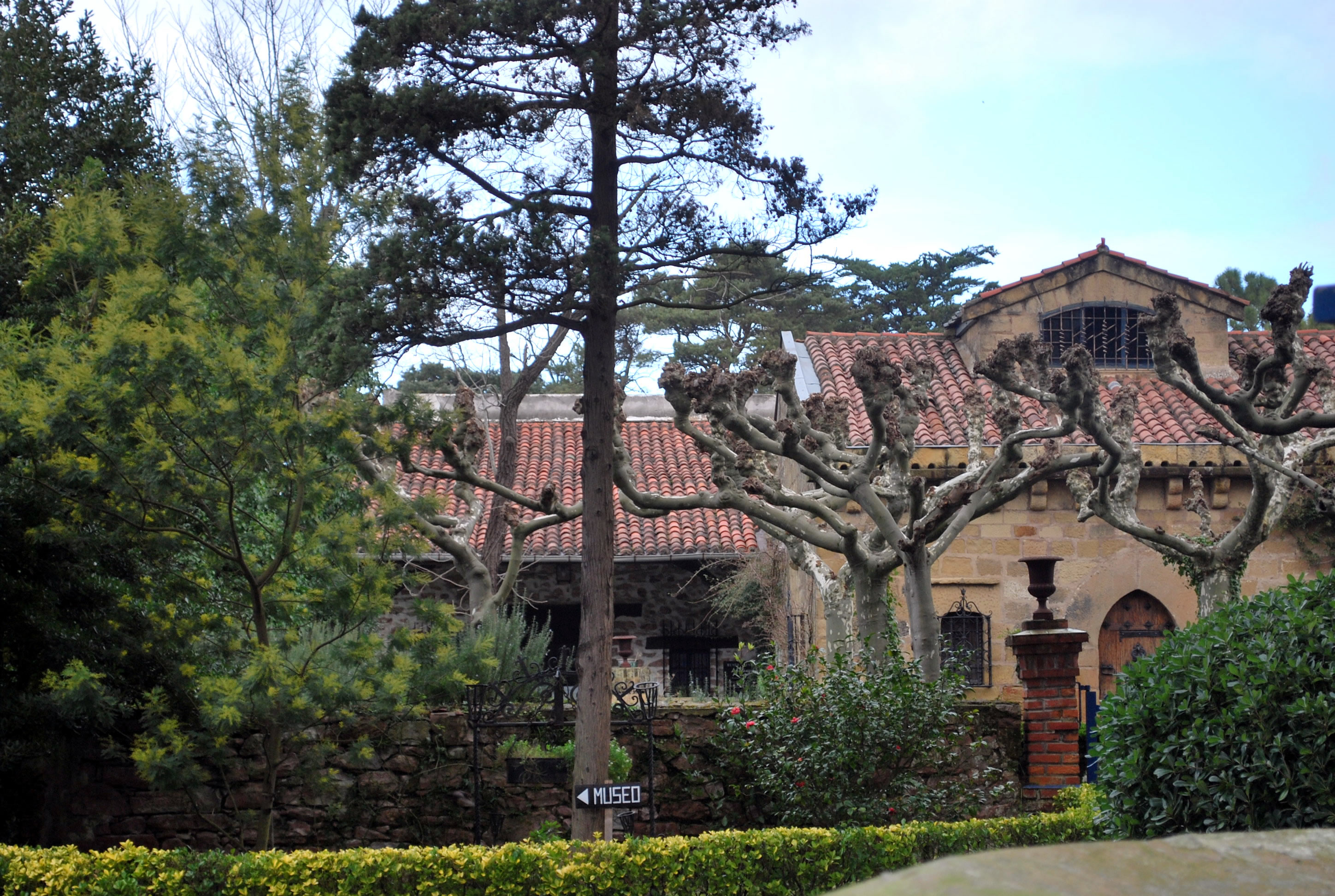
Museo de Zuloaga en Zumaya

La noche del 24 al 25 de diciembre de 1921 se inauguran el museo y la capilla, en lo que en su día fue el caserío de Santiago. La casa y el museo se convirtieron en lugar de peregrinaje de amigos y admiradores. Por ahí pasaron amigos de cualquier condición social, política o económica.

### Gira americana
Su medalla de primer premio en la Exposición de Barcelona, en 1898, y ser nombrado miembro asociado del Salón de la Sociéte Nationale de París, insuflaron a Zuloaga las fuerzas suficientes para no desfallecer en su sueño de ser pintor. Retomó su actividad y comenzó a presentar obras, sin ningún temor, a las exposiciones públicas del momento, independientemente del país en el que se convocaran: España, París, Burdeos, Bruselas, Róterdam, Múnich, Dresde, Düsseldorf, Budapest, Praga, Berlín, Viena, Lieja, Amberes, Londres, México, Roma, Santiago de Chile, Buenos Aires…
En 1909 expuso por primera vez en Estados Unidos. Fue en la Hispanic Society de Nueva York, por invitación directa de su fundador y director Archer Hunttington, donde exhibió treinta y ocho lienzos. Entre 1916 y 1917 realizó un intenso tour de exposiciones por el país anglosajón, mostrando treinta y cuatro obras en Nueva York, Boston, Búfalo, Pittsburg, Cleveland, San Luis y Mineápolis.
Casi una década después, 1925, la prestigiosa Reinhardt Gallery de Nueva York organiza una muestra de cincuenta y dos lienzos, cosechando un éxito más en su carrera. Esto le incita a llevar su obra a Boston, Palm Beach y La Habana. En 1926 el Círculo de Bellas Artes de Madrid organiza una exposición monográfica suya (39 cuadros). Su éxito, una vez más, es abrumador, si bien los jóvenes artistas seguidores ya de las vanguardias europeas, no ven en él un maestro al que seguir.

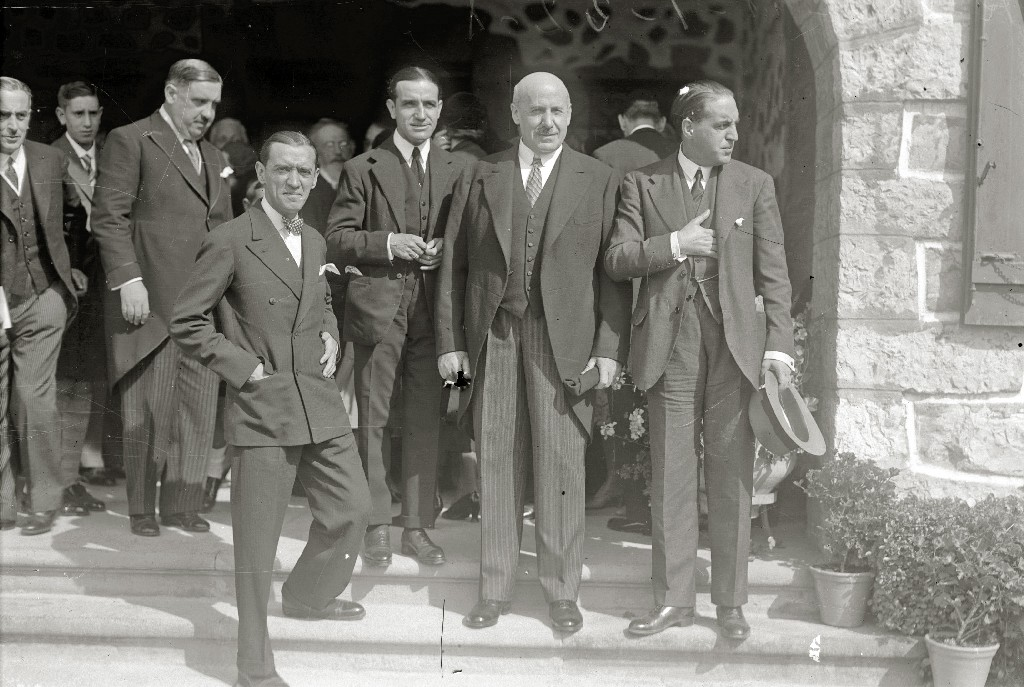
Grupo de personas en el Museo Zuloaga en 1931, con Ramón Pérez de Ayala, Ignacio Zuloaga y Gregorio Marañón en primer plano.

En 1931 es nombrado por el Gobierno de la República presidente del patronato del Museo de Arte Moderno, hoy Museo Centro de Arte Reina Sofía. Cargo del que dimite de manera inmediata, proponiendo a Miguel Utrillo.

### Zuloaga y Goya
Ignacio Zuloaga fue propietario de un automóvil, y con él recorrió España, siendo pionero en este tipo de viajes. De hecho, fue el primero en llegar en coche a Fuendetodos en 1903. Su llegada a la localidad aragonesa tenía como finalidad localizar la casa natal de su tan admirado Francisco de Goya. En 1915 la adquirió, para posteriormente restaurarla. Además, proyectó unas escuelas y un monumento. Este último fue inaugurado en 1920.

### Zuloaga durante y después de la guerra civil española
El aspecto más polémico de la trayectoria de Ignacio Zuloaga fue su actuación en favor del bando franquista en la Guerra Civil; asunto que recibió un importante impulso en el siglo XXI con la investigación de Javier Novo para el catálogo de la exposición «Zuloaga 1870-1945»..
Ignacio Zuloaga se encontraba, junto a su familia, en París en el momento en que tiene lugar la sublevación, el 18 de julio de 1936. Con respecto a su posición ideológica y política, el embajador estadounidense Claude Bowers escribió: «Nunca se había interesado en política, aunque sus amigos íntimos en los círculos intelectuales y artísticos eran los republicanos académicos».

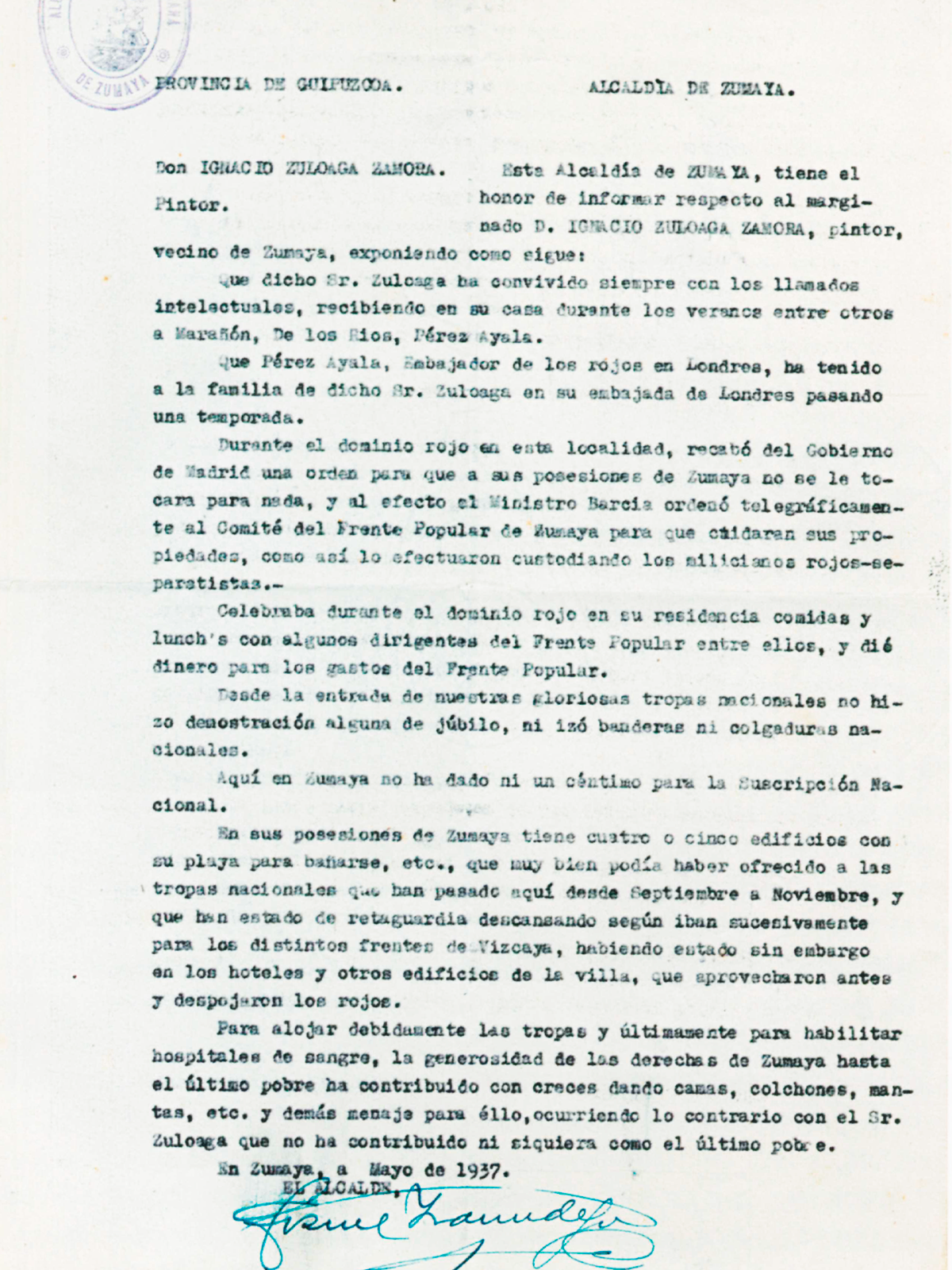
Informe de Cosme Iraundegui, alcalde franquista de Zumaya, sobre Ignacio Zuloaga. Mayo de 1937.

Tras el robo de cuadros en su estudio en la plaza de las Vistillas en Madrid, y ante el riesgo de que ocurriese algo similar con el museo Zuloaga de Zumaya, el pintor consiguió que el ministro de Gobernación Augusto Barcia enviase a varios milicianos del Frente Popular a guardar el museo. Pero, ante el continuo avance de los sublevados hacia Guipúzcoa y las alarmantes noticias que llegaban, decidió viajar con su mujer e hijo a España. Tras recoger a su hija Lucía, su yerno y su nieto en San Sebastián, la familia Zuloaga permaneció en Zumaya, asegurando su museo. Sin embargo, el cuadro del Greco San Francisco presentando los estigmas le fue robado. 
Cuando las tropas franquistas toman Zumaya, el 21 de septiembre, la familia Zuloaga no hizo ninguna clase de muestra de apoyo a los sublevados. Esta actitud provocó las iras del nuevo alcalde franquista de Zumaya, Cosme Iraundegui, que incluyó al pintor y a su yerno en la lista de rojos y separatistas a los que recomienda multar. En noviembre de 1936 el hijo de Ignacio Zuloaga, Antonio, es movilizado y enviado al frente de Madrid. Ese mismo mes el duque de Alba, amigo del pintor, le dice que el Palacio de Liria, donde estaban varias pinturas del eibarrés, había sido incendiado por los republicanos y se habían perdido sus obras.  
Durante el invierno de 1937 Zuloaga conoció a la inglesa condesa Kinnoull, fotógrafa de guerra de los franquistas, que le narró devastaciones patrimoniales  de los republicanos, como la quema de Irún, Éibar, Durango y Guernica.  
El bombardeo de Éibar por parte de la aviación fascista italiana y el incendio de la casa-torre de la familia Zuloaga, que ya no les pertenecía, y que se atribuyó a los republicanos, causó gran impresión en el artista. El pintor acabó posicionándose completamente a favor de Franco. Bowers lo resumió: «Cuando me visitó la primera vez, era neutral, pero, muy pronto, viviendo en territorio fascista, y no tan sensible a los nazis alemanes como Unamuno, se había convertido en un decidido partidario de los fascistas».
A partir de 1938, Ignacio Zuloaga se sumó enteramente al esfuerzo de guerra franquista, participando en las exposiciones de Venecia y Londres a favor de los sublevados y pintando al general Franco y otros altos cargos, como Ramón Serrano Suñer y el general Millán-Astray, o el asedio del Alcázar de Toledo, al que dedicó en 1938 el lienzo El Alcázar en llamas (paisaje heroico de Toledo).
En una carta escrita en abril de 1939 a la coleccionista de sus pinturas, la señora Garret, Zuloaga declaró:

Gracias a Dios, y a Franco, ¡al fin se ganó la guerra y terminó! Y terminó, a pesar de los deseos de los países que se llaman democráticos - ¡que farsa, qué vergüenza, cuando estos países conocían la verdad de este drama! Todos trabajaremos con todas nuestras fuerzas para reconstruir una nueva España (libre, grande y unida) Españolizar España, y deshacernos de todas las influencias externas, de modo que podamos conservar nuestra gran personalidad. Ese es mi sueño en el arte. Odio las modas (que son destructivas de lo que tiene raza) Uno debe (para bien o para mal) ser uno mismo, y no imitar el estilo de nadie más. Voy a dedicar los años que me quedan de vida para ese fin. ¡Qué vergüenza en el futuro para esos países que han apoyado los crímenes, el vandalismo salvaje, que imperó dentro del clan soviético en España!. Esto nos ha tocado a todos (más o menos) pero Dios nos ayudará y lo superaremos.

Pero, según Novo, Zuloaga mantuvo «[...] cierta distancia con la actividad orgánica del régimen (franquista)». Novo explica que, a pesar de las tremendas críticas que el nacionalismo español le hizo durante las primeras décadas del siglo, fue «[...] considerado como el mayor representante de lo español [...] y su figura fue rescatada para la causa y utilizada por el sistema franquista para fines publicitarios».
El amplio espectro político de las amistades que cultivó Zuloaga a lo largo de su vida, los paisanos del pueblo más llano mezclados con las damas de más alcurnia, parecen demostrar que a él le importaban más las personas que sus ideas. Si retrató a Franco como falangista o al rey Alfonso XIII de húsar es como si a un torero le pintaba de torero o a una gitana con mantilla: lo que veía en el personaje es lo que representaba, sin ánimo proselitista. En una carta dirigida a su tío Daniel Zuloaga fechada «antes del 26 de septiembre de 1906»,  dice textualmente: 

Cuando la gente llega a creer que la pintura ha de tener un fin social político, religioso, alegre, triste; de hacer reír o llorar; se cierra uno la boca; y no pronuncia jamás; ni siquiera la palabra pintura; y mucho menos arte".

## Obras y estilo pictórico

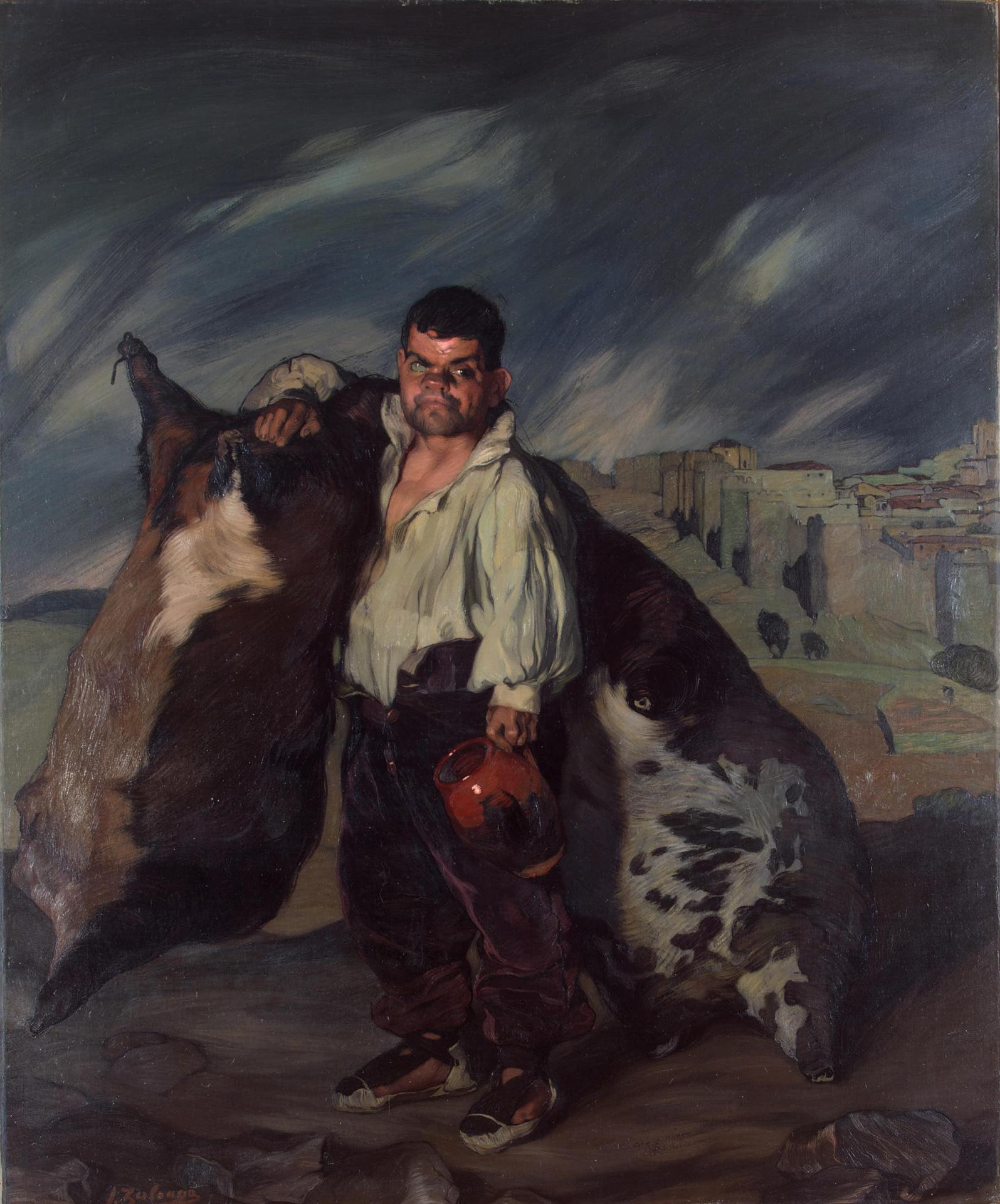
El enano Gregorio el botero. Museo del Hermitage, San Petersburgo.

La pintura de Zuloaga fue de las más discutidas por la crudeza de su dramatismo. La expresión de un realismo empecinado en presentar la crónica de la época, particularmente de una Castilla en cierto modo deformada por la literatura del 98, si bien influido por un amplio repertorio de maestros que podrían encabezar el Greco y Puvis de Chavannes.
Fue un gran aficionado a los toros, tema que representó en sus cuadros, llegando a salir al ruedo en alguna ocasión. Es de destacar el cuadro Corrida de toros en Éibar de 1899, obra adquirida por Carmen Thyssen-Bornemisza que ahora se expone en el el museo de su nombre en Málaga. En él se observan elementos que caracterizan la obra del autor: paisajes urbanos de los pueblos de España, los tipos populares, la forma realista de abordar las escenas o la influencia de Goya tanto en la temática taurina, la forma cruenta de representarla como en el uso de una paleta cromática oscura donde destaca la presencia del negro, que enlaza con las pinturas negras del artista aragonés. Algunas de sus obras son:
- El reparto del vino, 1900 (Museo Cau Ferrat, Sitges)
- Celestina, 1906 (Museo Nacional Centro de Arte Reina Sofía, Madrid)
- Las brujas de San Millán, 1907 (Museo Nacional de Bellas Artes, Buenos Aires).
- El enano Gregorio el Botero, 1908 (Hermitage, San Petersburgo)
- Mi tío Daniel y su familia, 1909 (Museum of fine Arts, Boston)
- Doña Adela Quintana Moreno, 1910 (Museo de Bellas Artes, Bilbao)
- Maurice Barrés devant Toledo, 1913 (Museo d'Orsay, París)
- Retrato de la condesa de Noailles, 1913 (Museo de Bellas Artes de Bilbao)

Además de los citados, otros muchos grandes museos y galerías de todo el mundo conservan su obra. Por ejemplo: 
- Fundación Zuloaga, Madrid
- Galleria Internazionale d’Arte Moderna di Ca’ Pesaro, Venecia
- Galleria degli Uffizi, Florencia
- Musée National Picasso, París
- Musée Rodin, París
- National Gallery of Art, Washington D. C.
- Museo Pushkin, Moscú
- San Telmo Museoa, San Sebastián
- The Metropolitan Museum of Art, Nueva York
- Museo de la Real Academia de Bellas Artes de San Fernando, Madrid
- Palacio de Liria, Madrid
- Museo Zuloaga, San Juan de los Caballeros
- Museo Zuloaga, Castillo de Pedraza
- Museo Nacional del Prado, Madrid
- Universidad de Oxford
- Museo de Bellas Artes de Asturias
- Art Museum, Misuri
- Museo Ibáñez de Olula del Río
- Museo Nacional de Arte de Cataluña, Barcelona
- Galería de Arte Moderna, Roma
- Sociedad Hispánica de Améric, Nueva York
- Museo Ignacio Zuloaga, Zumaya
- Museo Picasso, Barcelona
- Museo del Louvre , París
- Tate Gallery, Londres
- Santa Barbara Museum of Art, San Luis
- Detroit Athletic Club
- Museo Franz Mayer, México
- Museum Belvedere de Viena
- Universidad de Cambridge

## Homenajes

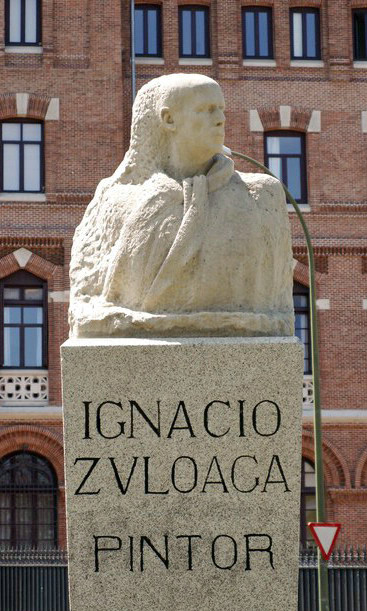
Monumento a Ignacio Zuloaga en Madrid.

- 1912. Recibe el homenaje de sus vecinos de Éibar.
- 1913. Es nombrado hijo adoptivo de Fuendetodos.
- 1921. Miembro del Instituto de Francia en la sección de grabado.
- 1922. Es nombrado presidente honorario de la Comisión de Arte y de Decoración del Museo Vasco de Bayona.
- 1926. Ateneo Guipuzcoano.
- 1931. Presidente del patronato del Museo de Arte Moderno, hoy Museo Centro de Arte Reina Sofía.
- 1947. el Ayuntamiento de Madrid le erige un monumento, emplazado en la plaza de Las Vistillas, obra de González Quesada.
- 1947. La FNMT emite una serie de sellos postales con su último autorretrato.
- 1954. La FNMT emitió un billete de 500 con la imagen de su último autorretrato en el verso, y Vista de Toledo en su reverso. Estuvo en circulación hasta 1973.
- 2004. La compañía de aviación española Iberia bautizó un Airbus 340/600 con su nombre.

Las ciudades de Éibar, Bilbao y San Sebastián también erigieron monumentos en su memoria. Le han dedicado su nombre tres museos y existen en distintos puntos de España numerosas vías públicas, centros de enseñanza y otras instituciones que llevan su nombre.

## Exposiciones
- 1909. Ignacio Zuloaga. The Hispanic Society of America.
- 1916-1917. Ignacio Zuloaga. Nueva York.
- 1925. Reinhardt Gallery, Nueva York.
- 1925. La Habana.
- 1926. Círculo de Bellas Artes de Madrid.
- 1970. Ignacio Zuloaga. Exposición homenaje. San Sebastián.
- 1984. I. Zuloaga. Segovia.
- 1990. Ignacio Zuloaga, 1870-1945. Bilbao. Dalla. París. Nueva York. Madrid.
- 2005. Ignacio Zuloaga. Gerona, Vitoria, Murcia.
- 2017-2018. Zuloaga en el París de la Belle Époque, 1889-1914. Fundación MAPFRE.[10]
- 2018. Ignacio Zuloaga: carácter y emoción.
- 2019. Ignacio Zuloaga, 1870-1945, Museo de Bellas Artes de Bilbao.[11]